# Lista de metropolitanos por passageiros anuais
Abaixo está os Metropolitanos em termos de número de passageiros por ano:
1. Metropolitano de Tóquio e Metropolitano de Toei 2916 milhões (2006) [1][2](Nota 1)
2. Metropolitano de Moscou 2392 milhões (2009) [3]
3. Metropolitano de Seul e Seoul Metropolitan Rapid Transit Corporation (SMRT) 2047 milhões (2008) (Nota 2)
4. Metropolitano de Nova Iorque 1563 milhões (2007) [4]
5. Metropolitano de Paris 1388 milhões (2007) [5] (Note 3)
6. Metropolitano da Cidade do México 1352 milhões (2007) [6]
7. Hong Kong MTR 1309 milhões (2008) [7](Note 4)
8. Metropolitano de Pequim 1200 milhões (2008) [8]
9. Metropolitano de Londres 1197 milhões (2007) [9](Note 5)
10. Metropolitano de Xangai 1122 milhões (2008) [10]
11. Metropolitano de São Paulo 947,8 milhões (2009) [11]
12. Metropolitano de Osaka 877,8 milhões (2007) [12](Note 1)
13. Metropolitano de São Petersburgo 829,8 milhões (2007)[13]
14. Metropolitano de Taipé 765 millhões(2018)[14]
15. Metropolitano de Santiago 740 milhões (?) [15][carece de fontes?]
16. Metropolitano do Cairo 700 milhões (2002) [16]
17. Metropolitano de Madrid  690 milhões (2007) [17]
18. Metropolitano de Kiev 642 milhões (2007)[18]
19. Metropolitano de Buenos Aires 624 milhões (2008)[19]
20. Metropolitano de Guangzhou 601 milhões (2008) [20]
21. Metropolitano de Caracas 573 milhões (?) [21]
22. MRT 571 milhões (FY 07/08)[22](Note 6)
23. Metropolitano de Praga 537 milhões (2007) [23]
24. Metropolitano de Viena 477 milhões (2007) [24]
25. Metropolitano de Berlim 475 milhões (2006) [25]
26. Metropolitano de Toronto (TTC) 459 milhões (2007)[26]
27. Metropolitano de Barcelona 422 milhões (2008) [27]
28. Metropolitano de Montreal 382.5 milhões (2008) [28]
29. Metropolitano de Munique 351 milhões (2009) [29]
30. Metropolitano de Roma 331 milhões (2008) [30]
31. Metropolitano de Estocolmo 329 milhões (2005) [31]
32. Metropolitano de Carcóvia 278 milhões (2007) [32]